# Exaesiopus laevis
Exaesiopus laevis är en skalbaggsart som beskrevs av Thérond 1964. Exaesiopus laevis ingår i släktet Exaesiopus och familjen stumpbaggar. Inga underarter finns listade i Catalogue of Life.